# Clinton (Mississippi)
Clinton é uma cidade localizada no estado americano de Mississippi, no Condado de Hinds.

## Demografia
Segundo o censo americano de 2000, a sua população era de 23.347 habitantes.
Em 2006, foi estimada uma população de 26.212, um aumento de 2865 (12.3%).

## Geografia
De acordo com o United States Census Bureau tem uma área de
62,4 km², dos quais 61,8 km² cobertos por terra e 0,6 km² cobertos por água. Clinton localiza-se a aproximadamente 109 m acima do nível do mar.

## Localidades na vizinhança
O diagrama seguinte representa as localidades num raio de 20 km ao redor de Clinton.